# مقططة
المَقْطَطَة أو المَهْرَرَة موضع لتربية وإيواء القطط.
ثمة نوعان من المقاطط:

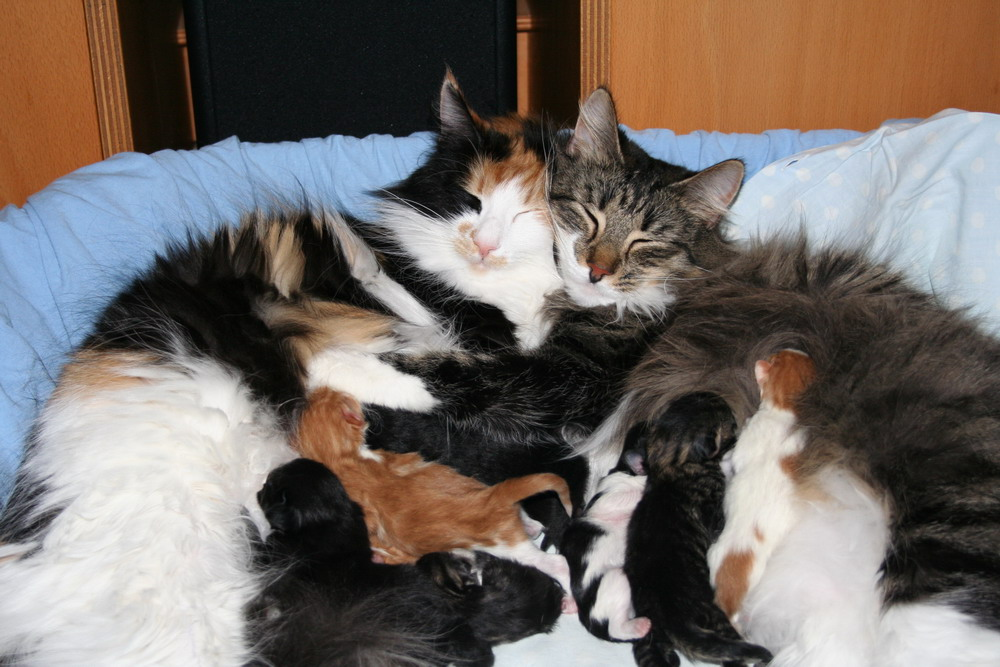
قطتان أمان مع صغارهما

مقططة الإيواء: حيث تؤوى القطط فترة مؤقتة حين يتعذر إبقائها القطط في البيوت (مثل سفر أصحاب البيت أو الحاجة إلى بقائهم في المشفى أو في الفترة الانتقالية من منزل إلى آخر، الخ).
مقططة الاستيلاد: حيث يجري تربية القطط ومزاوجتها واستيلادها بغرض الهواية أو التربح من بيع القطط الوليدة.